# Drie Kroonen
De Drie Kroonen is een standbeeld aan de N271/het Kapitein-vlieger René Zeetsenviaduct van de Nederlandse plaats Venlo van de kunstenaar Nicolas Dings uit 2011.

## Beschrijving
Het betreft een bronzen beeldengroep van drie gekroonde figuren die elk een deel van een slagboom in de hand houden. Ook staan de figuren elk op een biervat.

## Achtergrond
De naam verwijst mogelijk naar de verdwenen herberg, uitspanning en later café de Drie Kroonen. Dit café lag op de grens tussen Tegelen (toen het nog een zelfstandige gemeente was) en Venlo. Tegelen hoorde vroeger bij Gulick en Venlo bij Gelre. De naam zou verwijzen naar de tol van drie kronen die betaald moest worden bij het passeren van de grens. Sinds de aanleg van het Kapitein-vlieger René Zeetsenviaduct (voor 2021 Viaduct Drie Kroonen geheten) en de A73 staan er drie gebeeldhouwde kroondragende, bronzen figuren op de middenberm van de Venloseweg/Tegelseweg, als herinnering aan het voormalige café.
De figuren staan op biervaten, als een verwijzing naar de vroegere herberg. De staven die ze in de hand hebben verwijzen naar de slagboom aan de grens tussen de beide voormalige hertogdommen.